# Blémerey (Vosges)
Blémerey település Franciaországban, Vosges megyében. Lakosainak száma 30 fő (2022. január 1.). Blémerey Fraisnes-en-Saintois, Oëlleville, Courcelles, Chef-Haut és Frenelle-la-Petite községekkel határos.

## Népesség
A település népességének változása:
| Lakosok száma | 20   | 23   | 27   | 28   | 30   | 32   | 34   | 32   | 30   |
|               | 2013 | 2015 | 2016 | 2017 | 2018 | 2019 | 2020 | 2021 | 2022 |